# Diocesi di Filippopoli di Arabia

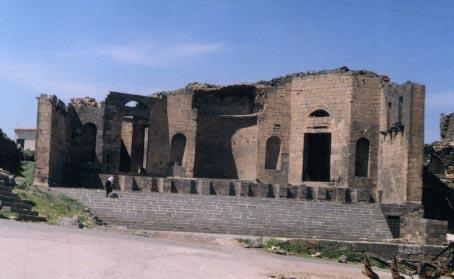
Il Philippeion di Shahba

La diocesi di Filippopoli di Arabia (in latino Dioecesis Philippopolitana in Arabia) è una sede soppressa del patriarcato di Antiochia e una sede titolare della Chiesa cattolica.

## Storia
Filippopoli di Arabia, corrispondente alla città di Shahba in Siria, è un'antica sede episcopale della provincia romana d'Arabia nella diocesi civile d'Oriente. Faceva parte del patriarcato di Antiochia ed era suffraganea dell'arcidiocesi di Bosra, come attestato da una Notitia episcopatuum del VI secolo.
Sono noti solo due vesovi di questa antica sede. Ormisda fu tra i prelati intervenuti al concilio di Calcedonia del 451. Un'iscrizione, datata tra il 552 e il 553, ha tramandato il nome del vescovo, Basilio, durante il cui episcopato fu edificata una chiesa a Filippopoli.
Dal XVI secolo Filippopoli di Arabia è annoverata tra le sedi vescovili titolari della Chiesa cattolica; la sede è vacante dal 10 agosto 1963.

## Cronotassi

### Vescovi greci
- Ormisda † (menzionato nel 451)
- Basilio † (menzionato nel 552/553)

### Vescovi titolari
- Riccardo Legati, O.F.M. † (20 marzo 1439 - ?)
- Giovanni, O.F.M. † (28 luglio 1441 - ?)
- Giovanni Pesce † (3 febbraio 1447 - ?)
- Giovanni † (2 maggio 1524 - ?)
- Giorgio Maychen † (10 aprile 1549 - ?)
- Henri de Villars † (30 agosto 1655 - 25 maggio 1662 succeduto arcivescovo di Vienne)
- Troiano Acquaviva d'Aragona † (18 aprile 1729 - 14 agosto 1730 nominato arcivescovo titolare di Larissa)
- Giovanni Battista Giampè † (19 dicembre 1740 - 10 maggio 1764 deceduto)
- Giovanni Topić, O.F.M. † (10 luglio 1859 - 11 giugno 1868 deceduto)
- Félix-Clair Ridel, M.E.P. † (27 aprile 1869 - 20 giugno 1884 deceduto)
- José Tomás Mazarrasa y Rivas † (27 marzo 1885 - 11 marzo 1907 deceduto)
- George Gauthier † (28 giugno 1912 - 5 aprile 1923 nominato arcivescovo coadiutore di Montréal)
- Ignacy Maria Dubowski † (1º giugno 1925 - 10 marzo 1953 deceduto)
- Antonio Ravagli † (4 luglio 1955 - 30 agosto 1960 succeduto vescovo di Modigliana)
- Giovanni Colombo † (25 ottobre 1960 - 10 agosto 1963 nominato arcivescovo di Milano)